# 西藏糙苏
西藏糙苏（学名：Phlomis tibetica），为唇形科糙苏属下的一个植物种。